# Hemelvaartskerk (München)
De Hemelvaartskerk (Duits: Himmelfahrtskirche) is een luthers kerkgebouw in het Münchener stadsdeel Pasing. Het gebouw werd in de jaren 1903-1904 naar een ontwerp van Carl Hocheder gebouwd en ligt enkele honderden meters ten noordwesten van het station München-Pasing.
Het schilderij van het altaar in de kerk toont de opstanding van Christus en is een werk van een onbekende Duitse meester uit de 17e eeuw. Het werd door de Bayerische Staatsgemäldesammlungen (de Kunstcollectie van de Staat Beieren) in bruikleen ter beschikking gesteld aan de kerk.
Het grote orgel en het orgelpositief werden door de orgelbouwer Johannes Klais uit Bonn gebouwd en respectievelijk in 1982 en 1983 in gebruik genomen.
De stichting Himmelfahrtskirche Pasing ondersteunt het onderhoud van de kerk en de inventaris en draagt bij aan diakonale zorg en de vorming van leken.

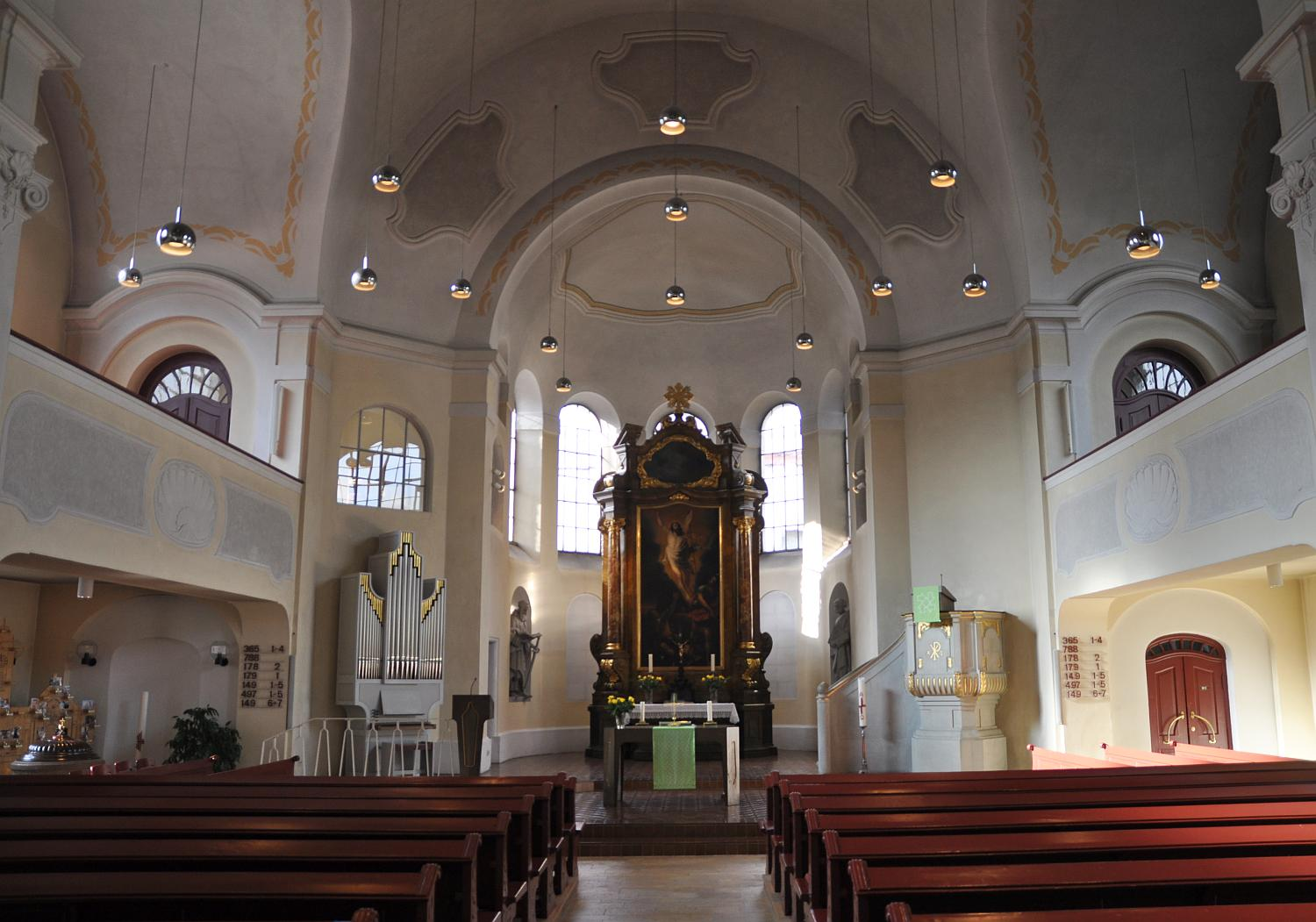
interieur